# Телетрейд
„Телетрейд Груп“ е основан в Кипър онлайн брокер, предоставящ достъп до валутния пазар.
Финансовите инструменти включват Forex и CFD за акции, метали и фючърси. Компанията предоставя възможности за търговия, използвайки търговските онлайн платформи MetaTrader 4, MetaTrader 4 MultiTerminal и MetaTrader 5.
В допълнение към услугите за търговия компанията също така предлага обучение за трейдъри, инструменти за проучване на пазара, както и дневна прогноза и анализ на финансовите пазари.

## История
„Телетрейд Груп“ е компания, основана в Русия през 1994 г.
Открива редица офиси и създава „Телетрейд Юръп“ през 2012 г. като инвестиционен посредник в Кипър (CIF). TeleTrade DJ-International Consulting Ltd е лицензирана и регулирана от Комисията по ценни книжа и фондови борси в Кипър (CySEC) и оперира в съответствие с Директивата за пазарите на финансови инструменти (MiFID). Тя е член на Варшавската фондова борса.
Компанията разполага с 200 офиса в 30 страни, но нейният основен акцент е Русия и Европа.

## Спонсорства
Спонсорствата на „Телетрейд“ включват:
- IBSF World Snooker Championship 2013[9]
- Sail2Victory yachting team on Samsung Romania Yachting Cup 2014[10]
- Lithuanian rally driver Renaldas Seinauskas[11]
- Nordea Riga marathon[12]